# Pazos (apellido)
El apellido Pazos es originario de Galicia, en España. Presente hoy en la península ibérica y también en Hispanoamérica.

## Significado
El vocablo pazo es un cognado de palacio, pues procede del latín palatiu(m).
Con ese vocablo -aunque más corrientemente utilizada en su forma plural, los pazos-, se denomina en Galicia a la vivienda hidalga de carácter palaciego. Si bien existen ejemplos más antiguos, este tipo de construcción se difunde una vez concluidas las refriegas señoriales del siglo XV, cuando la nobleza reemplaza la torre -de carácter eminentemente defensivo- por los más confortables pazos, algunas veces adosado a la vieja torre. Como vivienda de las familias nobles los pazos se encuentran habitualmente blasonados.
Si bien corresponde a un tipo de arquitectura propia del ámbito rural, conforme el carácter rural de la antigua nobleza, también existen ejemplos urbanos.
El significado del apellido sería palacios, o en algunas de sus variantes, del palacio.

## Apellido toponímico
Este apellido es considerado de carácter toponímico.
El pazo da lugar a numerosos topónimos gallegos, tales como Pazos de Borbén, Pazos de Borela o Pazos de Reis, tres localidades de la provincia de Pontevedra. Sin embargo no siempre existe constancia de que algún pazo hubiese dado origen al topónimo, lo cual plantea un interrogante, cuestionando el carácter toponímico del apellido.
A su vez estos topónimos -o el pazo mismo- dan lugar a varios antropónimos, tales como Pazos (palacio) pero el apellido se vuelve indiscutidamente toponímico en alguna de sus diversas variantes, tal como Dopazo (del palacio).
Estos antropónimos se vuelven nuevamente topónimos en algunas localidades americanas, como el caso de Pazos Kanki, localidad de la Provincia de Buenos Aires, Argentina, que recuerda la memoria de Vicente Pazos Kanki, sacerdote altoperuano que tuvo participación en la Revolución de Mayo, o en calles de la Ciudad de Buenos Aires, como José Pazos, calle que honra a un militar muerto durante las Invasiones Inglesas, o José Barros Pazos, jurisconsulto y rector de la Universidad de Buenos Aires.

## Variantes
- La forma más difundida es el plural Pazos. En España llevan el apellido Pazos 11.129 personas.

- La forma singular Pazo tiene menor difusión. En España llevan el apellido Pazo 2.120 personas.

- La forma Dopazo (del palacio) suma 1.985 personas en España.

- La forma Opazo (el palacio) es la menos difundida; suma 303 personas.

## Distribución
Por la distribución geográfica del apellido se infiere que se trata de un apellido eminentemente gallego, aunque sólo el 0,5436% de la población gallega lleva este apellido.
Residen en Galicia:
- El 67% de quienes en España se apellidan Pazos.
- El 62% de quienes en España se apellidan Pazo.
- El 78% de quienes en España se apellidan Dopazo.
- El 39% de quienes en España se apellidan Opazo.

### Pazos (Palacios)
El 62% de quienes se apellidan Pazos se concentra en las provincias de La Coruña (32%; 3.573 personas) y Pontevedra(30%; 3.339 personas). Considerada la población de cada provincia los apellidados Pazos de Pontevedra representan el 3,799 por mil superando a La Coruña, en la que los Pazos representan el 3,296 por mil. Los Concellos con mayor concentración son Pontevedra (1.412 individuos) y La Coruña (1.177 individuos). Cotobade registra la mayor concentración porcentual de Pazos, alrededor del 80%, y posiblemente se encuentre aquí uno de los orígenes primigenios de este apellido.
Es notable la poca presencia del apellido en Orense (4%, 453 individuos) y su irrelevancia en Lugo (1%; 128 individuos), en ambos casos inferior al de otras provincias no gallegas (Andalucía 8%, 979 personas; Comunidad de Madrid 4%, 512 personas), a las que habría llegado con la emigración

### Pazo (Palacio)
La forma Pazo suma 2.120 individuos en España, de los cuales 50% residen en Pontevedra, 10% en La Coruña y 2% en Orense. En Lugo es irrelevante.

### Dopazo (Del Palacio)
La forma Dopazo suma 1.985 personas en España, el 78% en Galicia, el 36% en Pontevedra, 24% en La Coruña y 16% en Orense. También irrelevante su presencia en Lugo.

### Opazo (El Palacio)
La forma Opazo suma apenas 303 personas, 38% en Orense, 1% en La Coruña pero 8% en Extremadura. Por su escasa presencia en otras provincias, gallegas y no gallegas, esta forma podría ser de origen orensano, quizás distinto al de las otras variantes que tienen una marcada presencia en Pontevedra.

## En América
El apellido pasó a Hispanoamérica con la Conquista y al Río de la Plata también con la Gran Inmigración que se produjo entre la segunda mitad del siglo XIX y la primera del XX.
La guía Telecom 2010/11 de la Ciudad Autónoma de Buenos Aires consigna 276 abonados con el apellido Pazos y 46 con el apellido Pazo.
En Buenos Aires el apellido es tradicional. Durante las Invasiones Inglesas actuaron dos militares con este apellido, José, edecán de Javier de Elío, caído en acción, y Ramón, ayudante del virrey Santiago de Liniers. En honor de José fue designada con el nombre Pazos a las hoy calles Uruguay y San José, entre 1808 y 1822; en 1944 le fue restituido el homenaje en una calle del barrio porteño de Nueva Pompeya. Udaondo consigna una biografía de Ramón Pazos.
También en Nueva Pompeya nace una calle que honra a José Barros Pazos, jurisconsulto, rector de la Universidad de Buenos Aires y presidente de la Corte Suprema de Justicia, y que discurre por las comunas 4, 7 y 8.

## Nobiliario
No hay registro de nobles titulados con este apellido, por lo cual los eventuales linajes nobles corresponden a hidalgos de sangre, o sea miembros de la pequeña nobleza. Sin embargo no todos los apellidados Pazos deben reputarse de origen noble.
Existen probanzas de nobleza en la Real Chancillería de Valladolid y una de 1611 en la Orden de Santiago.
Un linaje hidalgo corresponde al de Pazos de Probén. Carlos Barros, de la Universidad de Santiago de Compostela, presentó una ponencia en la asamblea de la Sociedad Española de Estudios Medievales celebrada en Betanzos del 13 al 17 de julio de 1987, titulada Cómo vive el modelo caballeresco la hidalguía gallega bajomedieval: los Pazos de Probén.
Existen varias armas relacionadas con este apellido:
- En campo de oro dos bandas de gules; bordura de sinople con una cruz llana de oro, en lo alto, y cinco veneras de plata.
- En campo de azur, un brazo armado, de plata, con una espada desnuda en la mano que le entra por la boca a un león al natural, superado de una estrella de oro. (En algún caso el león es reemplazado por una sierpe)
- En campo de azur un sol alado, de oro.
- En el Río de la Plata, escudo cuartelado, 1° y 4° las descritas en primer término, 2° y 3° en campo de gules seis bezantes, de oro, en dos palos (otras veces partido y mantelado, y en el mantel las figuras de la bordura).[9]